# Kryry (hrad)
Kryry (též Kozí hrady) jsou zaniklý šlechtický hrad z počátku 14. století. Rozkládal se na Kostelním vrchu nad městečkem Kryry. Opuštěn byl v průběhu 15. století. Z hradu se dochovaly pouze příkopy a val. Hradiště je chráněno jako kulturní památka České republiky.

## Historie
Stavitelem hradu byl patrně Albert z rodu pánů z Ervěnic, který se poprvé psal podle Kryr v roce 1320. Albrechtovi potomci vlastnili hrad zřejmě do začátku 70. let 14. století. V roce 1374 byl hrad v držení pánů z Janovic, kteří ho připojili k nedalekému panství Petrohrad. V průběhu 15. století byl hrad opuštěn; v roce 1483 už je uváděn jako pustý. Poslední písemná zmínka o hradu pochází z roku 1577, kdy je nazýván Kozí hrady.

## Stavební podoba

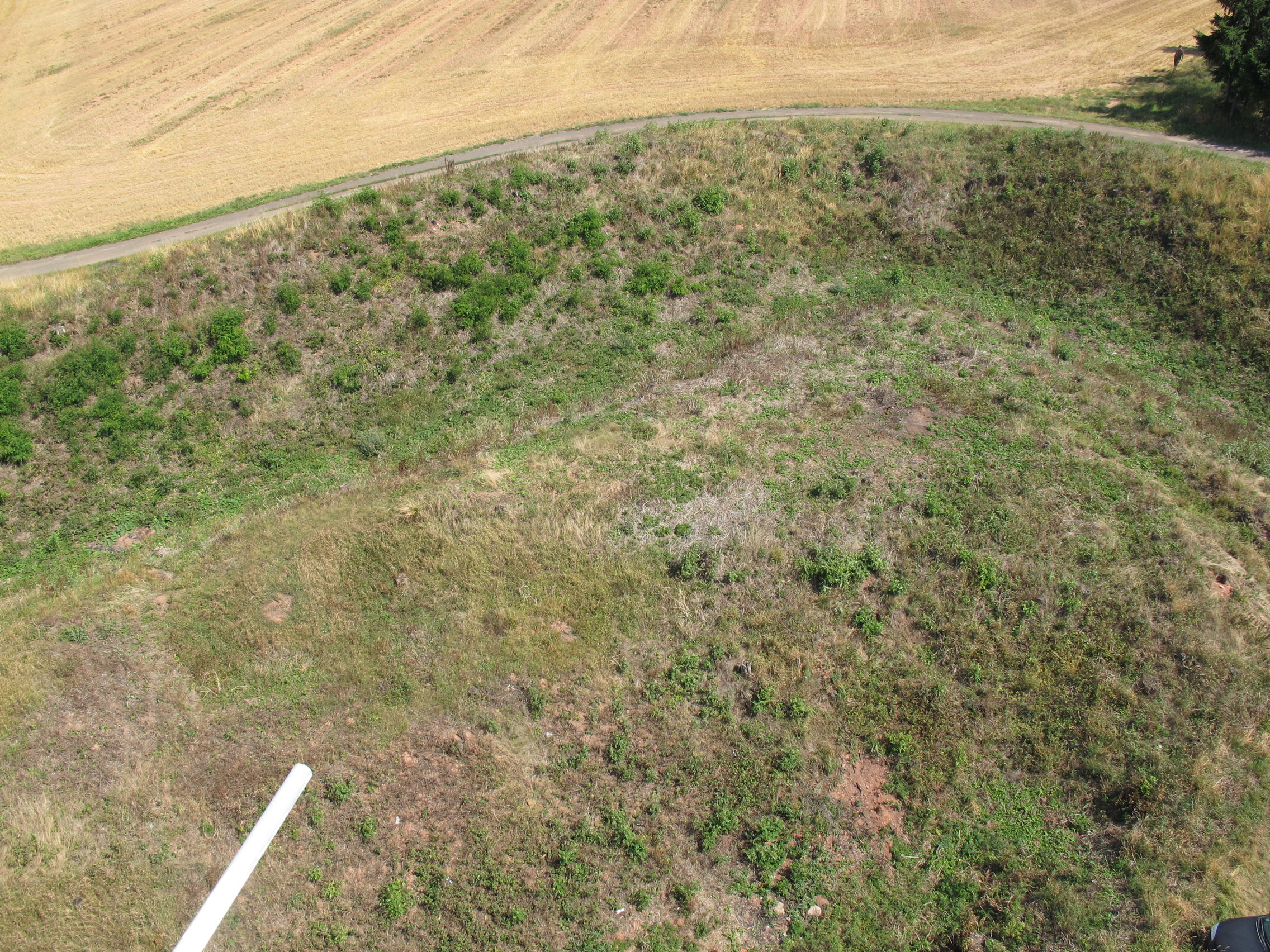
Hradní příkop z rozhledny

O stavební podobě hradu nelze říci nic bližšího. Už na konci 18. století napsal topograf Jaroslav Schaller, že se na Kostelním vrchu nacházejí jen malé pozůstatky rozpadlého hradu. V polovině 19. století uvádí František Alexandr Heber, že z hradu zbyly "pouze dvojité vysoké valy a několik pahorků a propadlin". Poslední zděné relikty byly zničeny při stavbě Schillerovy rozhledny v roce 1906.
Hrad byl situován na ostrohu, který se severním směrem příkře svažuje k městečku. Z východní a jižní strany bylo vůči sousední planině hradní jádro chráněno dvojitým, dodnes dochovaným hlubokým příkopem. Prostor mezi oběma příkopy mohl být podle Tomáše Durdíka využitý jako předhradí s hospodářskými budovami. Pokud současná rozhledna stojí na místě hradní věže, mohlo se v případě Kryr jednat o hrad bergfritového typu.

## Přístup ke hradu
Z náměstí v Kryrech je možné vystoupat pěšky křížovou cestou okolo kostela Narození Panny Marie na vrcholek kopce. Z náměstí rovněž vede asfaltová cesta objíždějící kopec zleva, kterou je možné dopravit se na vrchol vozidlem.